# Charlotte Grappe-Roy
 (décembre 2019).
Charlotte Grappe-Roy, née Ernestine Charlotte Grappe le 8 janvier 1890 à Perrigny (Jura) et morte le 2 mai 1930 à Paris 14e, est une illustratrice de mode. 

## Biographie
Disparue jeune, elle est restée dans l'ombre de son mari Félix Roy dit Sylvain Sauvage (1888-1948), illustrateur et directeur de l'école Estienne. 
La médiathèque du Grand Dole qui possède dans ses collections des aquarelles, dessins, croquis et fusains, lui consacre une exposition en 2018 qui met en lumière cette artiste.